# Пий I
Папа свети Пий I е папа вероятно от 140 до 154 г., въпреки че Ватиканския Annuario Pontificio от 2003 посочва 142 или 146 г. до 157 или 161 г.
Предполага се, че е роден в Аквилея, в Северна Италия. Баща му е човек на име „Руфин“, за когото се смята че също е от Аквилея, според „Книга на папите“ Смята се, че той построява една от най-старите църкви в Рим, Санта Пуденциана. Има предположения, че той е бил мъченик в Рим и е почетен като такъв в Бревиар. Въпреки всичко, има малко други доказателства, които да подкрепят такова заключение.
В Канона на Муратори от 2 век и в Catalogus Liberianus се казва, че той е брат на Хермас, автор на текста Овчарите на Хермас.
Авторът на по-късния текст го идентифицира като бивш роб. Това води до спекулацията, че и Хермас, и Пий са освободени роби.
Неговият празник е 11 юли.